# Sheading

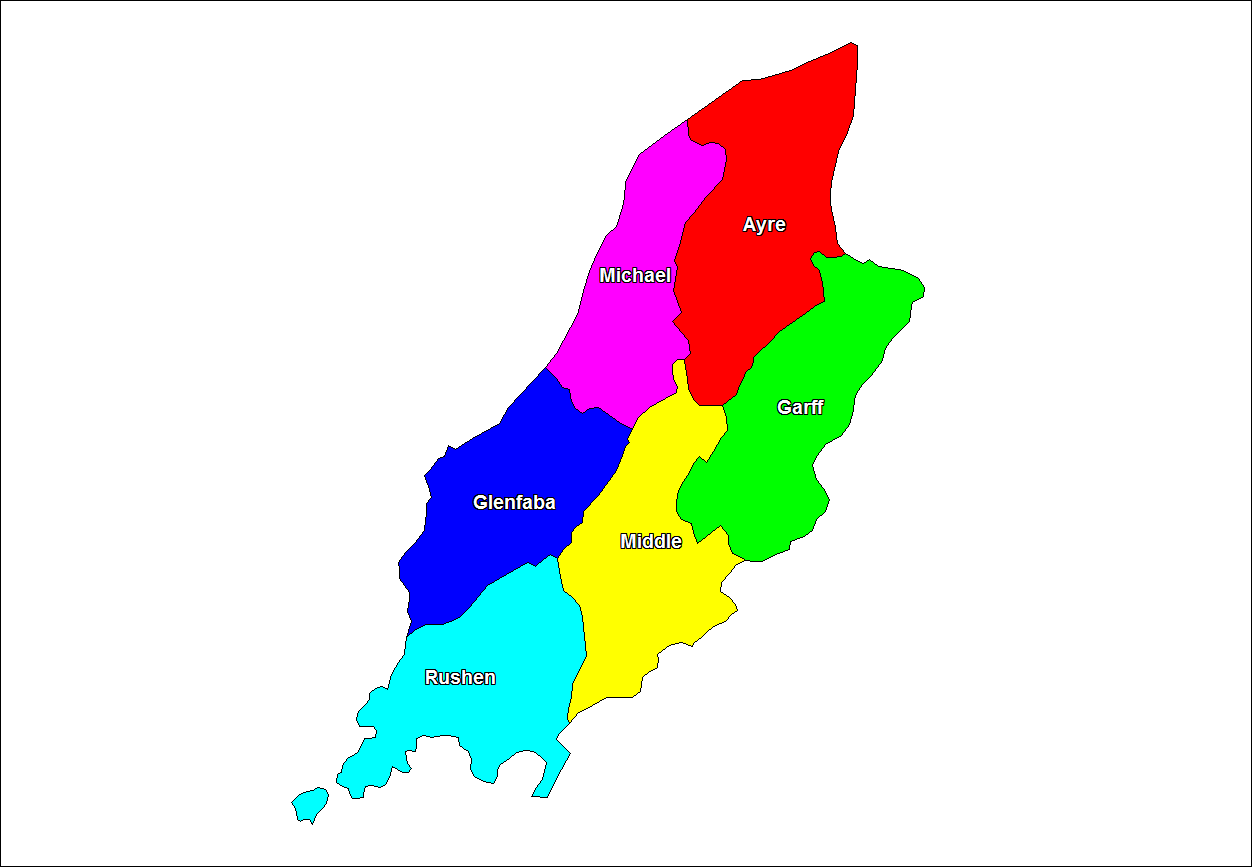
Sheading dell'isola di Man

Uno sheading è una suddivisione territoriale di primo ordine dell'Isola di Man. I sei sheadings sono divisi in 24 distretti di cui quattro città, tre villaggi e diciassette parrocchie.

## Etimologia
Il termine sheading sembra derivare da una parola norrena dal significato di «divisione di vascello»; ogni distretto dell'isola era, verosimilmente, responsabile della produzione di un certo numero di navi da guerra. Un'altra ipotesi tende a dare alla parola un'origine celtica che significa «sesta parte».
Infine, secondo certi esperti, la forma del nome era shedding nel XVI secolo, variazione dell'inglese shed («capanna», «hangar»).

## Elenco
I sei sheading sono i seguenti:
Ayre, Garff, Glenfaba, Michael, Middle, Rushen